# Aknīstes novads
Aknīstes novads was tussen 2009 en 2021 een gemeente in Selonië in het zuiden van Letland, aan de P73, de hoofdweg van Daugavpils naar Riga. Het bestuurscentrum was Aknīste.
De gemeente ontstond bij een herindeling in 2009, waarbij de stad Aknīste (met landelijk gebied) en de landelijke gemeenten Asare en Gārsene werden samengevoegd.
In juli 2021 ging Aknīstes novads, samen met de stad Jēkabpils, de gemeenten Krustpils novads, Salas novads en Viesītes novads en de bestaande gemeente Jēkabpils novads op in de nieuwe gemeente Jēkabpils novads.
Door het landelijk gebied stroomt het riviertje Dienvidsusēja. De zuidgrens van de gemeente werd gevormd door de staatsgrens met Litouwen.
De bevolking bestond in 2018 uit 2688 personen; in 2009 waren dat er nog 3303. De bevolking bestond in 2018 voor 81% uit Letten, 10% Russen, 5% Litouwers, 1,5% Wit-Russen en 1% Polen.
Steden van de Republiek (republikas pilsētas):

Daugavpils · Jēkabpils · Jelgava · Jūrmala · Liepāja · Rēzekne · Riga · Valmiera · Ventspils

Gemeenten (novadi):

Aglona · Aizkraukle · Aizpute · Aknīste · Aloja · Alsunga · Alūksne · Amata · Ape · Auce · Ādaži · Babīte · Baldone · Baltinava · Balvi · Bauska · Beverīna · Brocēni · Burtnieki · Carnikava · Cēsis · Cesvaine · Cibla · Dagda · Daugavpils · Dobele · Dundaga · Durbe · Engure · Ērgļi · Garkalne · Grobiņa · Gulbene · Iecava · Ikšķile · Inčukalns · Ilūkste · Jaunjelgava · Jaunpiebalga · Jaunpils · Jēkabpils · Jelgava · Kandava · Kārsava · Kocēni · Koknese · Krāslava · Krimulda · Krustpils · Kuldīga · Ķegums · Ķekava · Lielvārde · Līgatne · Limbaži · Līvāni · Lubāna · Ludza · Madona · Mālpils · Mārupe · Mazsalaca · Mērsrags · Naukšēnu · Nereta · Nīca · Ogre · Olaine · Ozolnieki · Pārgauja · Pāvilosta · Pļaviņas · Preiļi · Priekule · Priekuļi · Rauna · Rēzekne · Riebiņi · Roja · Ropaži · Rucava · Rugāji · Rundāle · Rūjiena · Salacgrīva · Sala · Salaspils · Saldus · Saulkrasti · Sēja · Sigulda · Skrīveri · Skrunda · Smiltene · Stopiņi · Strenči · Talsi · Tērvete · Tukums · Vaiņode · Valka · Varakļāni · Vārkava · Vecpiebalga · Vecumnieki · Ventspils · Viesīte · Viļaka · Viļāni · Zilupe